# Калениківська волость
Калениківська волость — адміністративно-територіальна одиниця Хорольського повіту Полтавської губернії з центром у селі Каленики.
Станом на 1885 рік складалася з 4 поселень, 4 сільських громад. Населення — 6527 осіб (3187 чоловічої статі та 3340 — жіночої), 861 дворових господарств.
|                     | Площа, десятин | У тому числі орної, десятин |
| ------------------- | -------------- | --------------------------- |
| Сільських громад    | 6093           | 5768                        |
| Приватної власності | 4230           | 1644                        |
| Іншої власності     | 115            | 64                          |
| Загалом             | 10438          | 7476                        |

## Населені пункти волості
Основні поселення волості:
- Каленики — колишнє власницьке село при річці Псел за 50 версти від повітового міста, 1300 осіб, 189 дворів, православна церква, постоялий будинок, 2 кузні, 20 вітряних млинів.
- Сухорабівка — колишнє власницьке село при річці Псел, 1792 особи, 285 дворів, православна церква, школа, 2 лавки, 2 ярмарки на рік: 2 лютого та на свято Вознесіння, 2 водяних і 7 вітряних млинів.
- Шилівка — колишнє власницьке село при річці Псел, 1750 осіб, 210 дворів, православна церква, 2 постоялих будинки, кузня, 47 вітряних млинів, 3 маслобійних заводи.